# 50 marek polskich 1923
50 marek polskich 1923 – próbna moneta okresu markowego II Rzeczypospolitej, na awersie której umieszczono nominał 50 bez nazwy jednostki monetarnej – marek polskich. 
Projektantem był Konstanty Laszczka co symbolizuje monogram K L z prawej strony na dole na rewersie. Na monecie nie ma umieszczonego znaku mennicy ani napisu „PRÓBA”.

## Awers
Na tej stronie znajduje się centralnie umieszczone godło – orzeł, z lewej strony cyfry „50", z prawej młot i koło zębate.

## Rewers
Na tej stronie umieszczono lewy profil popiersia kobiety z warkoczem, na ramieniu trzymającej kłosy zboża, poniżej znajdują się litery monogramu – K L, w otoku napis: „RZECZPOSPOLITA * POLSKA 1923”.

## Opis
Monetę wybito na krążku o średnicy 20 mm, z rantem gładkim, w:
- brązie (masa 5,1–5,3 grama, nakład 120 sztuk),
- srebrze (masa 4,87 grama, nakład 12 sztuk).

Pod koniec drugiego dziesięciolecia XXI w. ze znanych monet II Rzeczypospolitej jest to:
- jedna z dwóch monet okresu marki polskiej, obok 100 marek polskich 1922 Józef Piłsudski, jednocześnie jedna z dwóch monet próbnych denominowanych w markach,
- jedna z dwóch monet próbnych z datą 1923, obok 2 groszy 1923 Dwukrotny rewers[5], niemających żadnego odpowiednika w monetach wprowadzonych do obiegu,
- jedna z czterech próbnych monet bez nazwy jednostki monetarnej, obok:
  - 100 marek polskich 1922 Józef Piłsudski[6],
  - 50 złotych 1924 Klęczący rycerz[7],
  - 5 złotych 1930 Wizyta w Brukseli[8].

## Odmiany
Istnieją również odmiany w:
- złocie (masa 7,64 grama, nakład nieznany, notowana na aukcjach),
- mosiądzu (masa 3,45 grama, nakład nieznany, nienotowana),
- miedzi (masa 5,25 grama, nakład nieznany, notowana na aukcjach).